# Lega Nazionale A 2004-2005 (calcio femminile)
La Lega Nazionale A 2004-2005, campionato svizzero femminile di prima serie, si concluse con la vittoria del FC Sursee.

## Classifica
|  | Pos. | Squadra                 | Pt | G  | V  | N | P  | GF | GS | DR  |
|  | ---- | ----------------------- | -- | -- | -- | - | -- | -- | -- | --- |
|  | 1.   | LUwin.ch                | 49 | 21 | 14 | 7 | 0  | 58 | 12 | +46 |
|  | 2.   | Rapid Lugano            | 42 | 21 | 13 | 3 | 5  | 42 | 32 | +10 |
|  | 3.   | Seebach                 | 31 | 21 | 9  | 4 | 8  | 40 | 38 | +2  |
|  | 4.   | Berna                   | 29 | 21 | 7  | 8 | 6  | 41 | 34 | +7  |
|  | 5.   | Zuchwil 05              | 28 | 21 | 7  | 7 | 7  | 40 | 28 | +12 |
|  | 6.   | Ruggell (Liechtenstein) | 25 | 21 | 6  | 7 | 8  | 21 | 25 | -4  |
|  | 7.   | Schwerzenbach           | 21 | 21 | 5  | 6 | 10 | 30 | 36 | -6  |
|  | 8.   | Malters                 | 5  | 21 | 1  | 2 | 18 | 22 | 89 | -67 |

Legenda:

      Campione di Svizzera e ammesso alla UEFA Women's Cup.
      Relegata in Lega Nazionale B.
Note:

Tre punti a vittoria, uno a pareggio, zero a sconfitta.

## Statistiche

### Classifica marcatrici
| Gol |  |  | Giocatore            | Squadra      |
| --- |  |  | -------------------- | ------------ |
| 19  |  |  | Isabelle Meyer       | LUwin.ch     |
| 17  |  |  | Vanessa Bürki        | Zuchwil 05   |
| 16  |  |  | Nicole Gassmann      | LUwin.ch     |
| 13  |  |  | Agnese Ricco         | Rapid Lugano |
| 12  |  |  | Sylvie Gaillard      | Berna        |
| 10  |  |  | Veronica Maglia      | Seebach      |
| 9   |  |  | Fabienne Daetwyler   | LUwin.ch     |
| 9   |  |  | Isabelle Osterwalder | Rapid Lugano |
| 8   |  |  | Corina Theler        | Berna        |